# 皮匠山
皮匠山（英語：The Cobbler，苏格兰盖尔语：Beinn Artair）是一座海拔為884米（2900英尺）的山，位于苏格兰长湖附近。该山是阿罗卡尔阿尔卑斯山的一部分。該山因其巨大的山顶岩石類似一个鞋匠在弯腰，故得名皮匠山。皮匠山是攀岩愛好者常光顧地點。